# 青島国信海天雄鷹籃球倶楽部
青島国信海天雄鷹籃球倶楽部（青岛国信海天雄鹰篮球俱乐部、英: Qingdao Guoxin Haitian Eagle Basketball Club）は、中華人民共和国・山東省青島市を本拠地とするプロバスケットボールチームである。中国プロバスケットボールリーグ（CBA）所属。ホームアリーナは青島スポーツセンター国信体育館。日本語では「青島イーグルス」とも呼ばれる。また2020年シーズンより、チーム名スポンサーが付きCBA登録名は「青島毎日優鮮」となっている。

## 歴史
1959年設立の済南軍区籃球隊を前身とし、1995年には中国プロバスケットボールリーグ（CBA）設立と共に加盟。1998年に青島双星グループがスポンサーとなり、双星済軍天馬男子籃球隊（双星济军天马男子篮球队）となる。2003年に済南軍区が撤退し、青島双星籃球倶楽部（青岛双星篮球俱乐部）となる。
2008/09年からに再びCBAに格上げ。
2020年8月に国信発展グループが青島双星グループの全株式を取得し、青島国信海天雄鷹籃球倶楽部（青岛国信海天雄鹰篮球俱乐部）にチーム名を変更すると発表した。またその後、チーム名スポンサーにオンラインモールの毎日優鮮（每日优鲜）が付き、CBAでのチーム名登録を「青島毎日優鮮」として登録すると決定した。

## 主な歴代所属選手
- 薛玉洋
- トレイシー・マグレディ
- ハメッド・ハッダディ
- アラン・ウィリアムス
- テレンス・ジョーンズ